# Lassaad Ouertani
Lassaad Ouertani (arabisch الأسعد الورتاني, DMG al-Asʿad al-Wartānī; * 2. Mai 1980 in Qairawān; † 4. Januar 2013) war ein tunesischer Fußballspieler.
Seine Karriere begann 1999 bei JS Kairouan. Von 2001 bis 2003 spielte Ouertani in der Hauptstadt Tunis beim Verein Stade Tunisien. 2003 wechselte er zum Club Africain Tunis und spielte dort bis 2009. Danach wechselte er zu ES Zarzis. Ab der Saison 2009/2010 spielte er wieder bei seinem Heimklub JS Kairouan. Im Jahr 2011 beendete er seine Laufbahn. Ouertani starb bei einem Autounfall am 4. Januar 2013.
Ouertani kam in den Jahren 2002 und 2007 zu insgesamt sechs Einsätzen für die tunesische Nationalmannschaft.

## Erfolge

### Verein
- Tunesische Meisterschaft
  - Meister: 2008
  - Vizemeister: 2007, 2009
- Tunesischer Pokal
  - Sieger: 2003
  - Finalist: 2006
- Arabischer Pokal der Pokalsieger
  - Sieger: 2001
- North African Cup of Champions
  - Sieger: 2009

### Nationalmannschaft
- Mittelmeerspiele
  - Sieger: 2001